# جک بردلی (بازیکن فوتبال)
جک بردلی (انگلیسی: Jack Bradley; ۲۷ نوامبر ۱۹۱۶ – ۱۴ دسامبر ۲۰۰۲) بازیکن فوتبال اهل بریتانیا بود.
از باشگاه‌هایی که در آن بازی کرده‌است می‌توان به باشگاه فوتبال سوئیندون تاون، باشگاه فوتبال چلسی، باشگاه فوتبال بولتون واندررز، باشگاه فوتبال ساوت‌همپتون، باشگاه فوتبال گریت یارموث تاون، باشگاه فوتبال نوریچ سیتی، و باشگاه فوتبال هادرزفیلد تاون اشاره کرد.